# آندریفکا (آذربایجان)
آندریفکا (به لاتین: Andreyevka) یک منطقه مسکونی در جمهوری آذربایجان است که در شهرستان جلیل‌آباد واقع شده است.